# Bhavnagar
Bhavnagar är centralort i distriktet Bhavnagar i delstaten Gujarat i Indien och är belägen på den östra kusten av halvön Kathiawar vid Cambaybukten. Folkmängden beräknades till 680 000 invånare 2018. Staden grundades 1743 och har idag en omfattande bomullsindustri med både tillverkning och export. Hamnen i staden är endast tillgänglig för mindre fartyg. Bhavnagars flygplats har inrikestrafik.